# Eerste Divisie
Die Eerste Divisie (Aussprache: [ˈɪːr.stə di.ˈvi.zi], Erste Division) ist seit der Gründung 1956 die zweithöchste Spielklasse im niederländischen Fußball. Sie trug ab der Saison 2006/07 den Namen Jupiler League (Aussprache: [ʒy.pi.ˈleɪ̯ ˈlik]), benannt nach ihrem früheren Hauptsponsor, der Bierbrauerei Jupiler. Seit der Saison 2018/19 heißt sie Keuken Kampioen Divisie (Aussprache: [køkə(n) kɑmpijun divizi]), ebenfalls nach dem Hauptsponsor benannt, der Firma Keuken Kampioen, einem Küchenhersteller.

## Allgemeines
Die niederländische Erste Division besteht in der Saison 2023/24 aus 20 Mannschaften, vier davon sind die zweiten Teams der Ehrendivisionäre Ajax Amsterdam, PSV Eindhoven, FC Utrecht und AZ Alkmaar. Die Klubs spielen während einer Saison zweimal gegeneinander. Die Hinrunde findet in der Herbstsaison, die Rückrunde nach der Winterpause in der Frühjahrssaison statt.

## Auf- und Abstieg
Nach Saisonende steigt der Meister und der Zweitplatzierte automatisch in die Eredivisie auf, Reserveteams sind jedoch nicht aufstiegsberechtigt. Sechs Mannschaften der Eerste Divisie und der 16. der Eredivisie spielen in drei Relegations-Runden um den Aufstieg. Die jeweiligen Tabellenersten der in vier Staffeln unterteilten Saison sind für die Relegation qualifiziert. Entsprechend der Endtabelle der Eerste Divisie werden die weiteren Mannschaften bestimmt, um die Teilnehmer der Relegation auf sechs Mannschaften aufzustocken. Da die Reserveteams nicht aufstiegsberechtigt sind, rücken auch für die Relegation Mannschaften nach, sofern sich Reserveteams unter den sechs Teilnehmern der Relegation befinden.
Wer gegen wen spielt, wird durch die Endtabelle entschieden. In der ersten Runde spielen die sechs Mannschaften der Eerste Divisie gegeneinander. Der von den sechs Clubs am besten Platzierte spielt gegen denjenigen mit der schlechtesten Platzierung, der am zweitbesten Platzierte spielt gegen den mit der zweitschlechtesten Platzierung und der am drittbesten Platzierte spielt gegen den mit der drittschlechtesten Platzierung. In der zweiten Runde spielen die Sieger der erstgenannten Begegnungen gegeneinander, während der Sieger des dritten Spiels der ersten Runde gegen den 16. der Eredivisie spielt. Die Sieger dieser beiden Spiele spielen in der dritten Runde um die Qualifikation für die Eredivisie der folgenden Saison.
Bis zur Saison 2004/05 wurde in zwei Gruppen mit je vier Mannschaften gespielt. Jede Gruppe bestand aus einem Klub der Eredivisie und drei Vereinen der Eerste Divisie. Die Gruppensieger spielten in der folgenden Saison in der Eredivisie.
Zwischen der Saison 1971/72 und der Saison 2008/09 gab es keinen sportlichen Abstieg aus dieser Liga. Um die Spannung dennoch hoch zu halten, wurde 1972/73 eine neue Regelung eingeführt. Durch einen Staffelsieg (auch Periodenmeisterschaft) war dies ein zusätzlicher Anreiz in den Aufstieg einzugreifen. Die Saison wurde in vier Zeiträume unterteilt. Jeder Staffelsieger nahm an den Aufstiegs-Play-offs teil. Klubs aus der Hoofdklasse, der zu der Zeit dritthöchsten Liga (Amateurliga) konnten auf Antrag und nach Erfüllung der Lizenzbestimmungen in die Eerste Divisie aufgenommen werden.
Zwischen den Spielzeiten 2009/10 und 2016/17 war wieder ein sportlicher Abstieg möglich. Im ersten Schritt sollten in dieser Saison zwei Mannschaften in die ab der Saison 2010/11 neu geschaffene Topklasse absteigen. Nach der Aufgabe des HFC Haarlem musste nur noch ein weiterer Verein (der FC Oss) den Gang in die untere Liga antreten.
Schließlich stieg ab der Saison 2010/11 der Letztplatzierte ab, sofern nicht beide Finalisten aus der Topklasse, die um den Aufstiegsplatz spielten, auf den Aufstieg verzichteten.
Seit der Saison 2013/14 dürfen in der zweiten niederländischen Liga auch Reserveteams der Eredivisiemannschaft antreten. Von diesem Recht machten bislang Jong Ajax, Jong PSV, Jong FC Utrecht, Jong Twente und Jong AZ Alkmaar Gebrauch.

## Meister in der Ersten Division
- 1956/57: ADO, Blauw Wit
- 1957/58: Willem II, Holland Sport
- 1958/59: Volendam, Sittardia
- 1959/60: GVAV,  Alkmaar 54
- 1960/61: Volendam, Blauw Wit
- 1961/62: Fortuna Vlaardingen, SC Heracles
- 1962/63: DWS Amsterdam
- 1963/64: Sittardia
- 1964/65: Willem II
- 1965/66: Sittardia
- 1966/67: Volendam
- 1967/68: Holland Sport
- 1968/69: SVV Schiedam
- 1969/70: Volendam
- 1970/71: FC Den Bosch
- 1971/72: HFC Haarlem
- 1972/73: Roda JC
- 1973/74: Excelsior
- 1974/75: NEC Nijmegen
- 1975/76: Haarlem
- 1976/77: Vitesse
- 1977/78: PEC Zwolle
- 1978/79: Excelsior
- 1979/80: FC Groningen
- 1980/81: Haarlem
- 1981/82: Helmond Sport
- 1982/83: DS 79
- 1983/84: MVV Maastricht
- 1984/85: SC Heracles
- 1985/86: FC Den Haag
- 1986/87: FC Volendam
- 1987/88: RKC
- 1988/89: Vitesse
- 1989/90: SVV
- 1990/91: De Graafschap
- 1991/92: Cambuur Leeuwarden
- 1992/93: VVV Venlo
- 1993/94: Dordrecht 90
- 1994/95: Fortuna Sittard
- 1995/96: AZ Alkmaar
- 1996/97: MVV
- 1997/98: AZ Alkmaar
- 1998/99: FC Den Bosch
- 1999/00: NAC
- 2000/01: FC Den Bosch
- 2001/02: FC Zwolle
- 2002/03: ADO Den Haag
- 2003/04: FC Den Bosch
- 2004/05: Heracles Almelo
- 2005/06: Excelsior
- 2006/07: De Graafschap
- 2007/08: FC Volendam
- 2008/09: VVV-Venlo
- 2009/10: De Graafschap
- 2010/11: RKC Waalwijk
- 2011/12: FC Zwolle
- 2012/13: Cambuur Leeuwarden
- 2013/14: Willem II
- 2014/15: NEC Nijmegen
- 2015/16: Sparta Rotterdam
- 2016/17: VVV-Venlo
- 2017/18: Jong Ajax
- 2018/19: FC Twente Enschede
- 2019/20: keiner 1
- 2020/21: SC Cambuur
- 2021/22: FC Emmen
- 2022/23: Heracles Almelo
- 2023/24: Willem II
- 2024/25: FC Volendam